# جون بوكسر
جون بوكسر (بالإنجليزية: John Boxer)‏ هو ممثل أسترالي، ولد في 18 أغسطس 1960 في أستراليا.

## وصلات خارجية
- جون بوكسر على موقع IMDb (الإنجليزية)
- جون بوكسر على موقع قاعدة بيانات الفيلم (الإنجليزية)